# Robert Frederick Edward Whittaker
Robert Frederick Edward Whittaker, britanski general, * 1894, † 1967.